# Bertil Frylmark

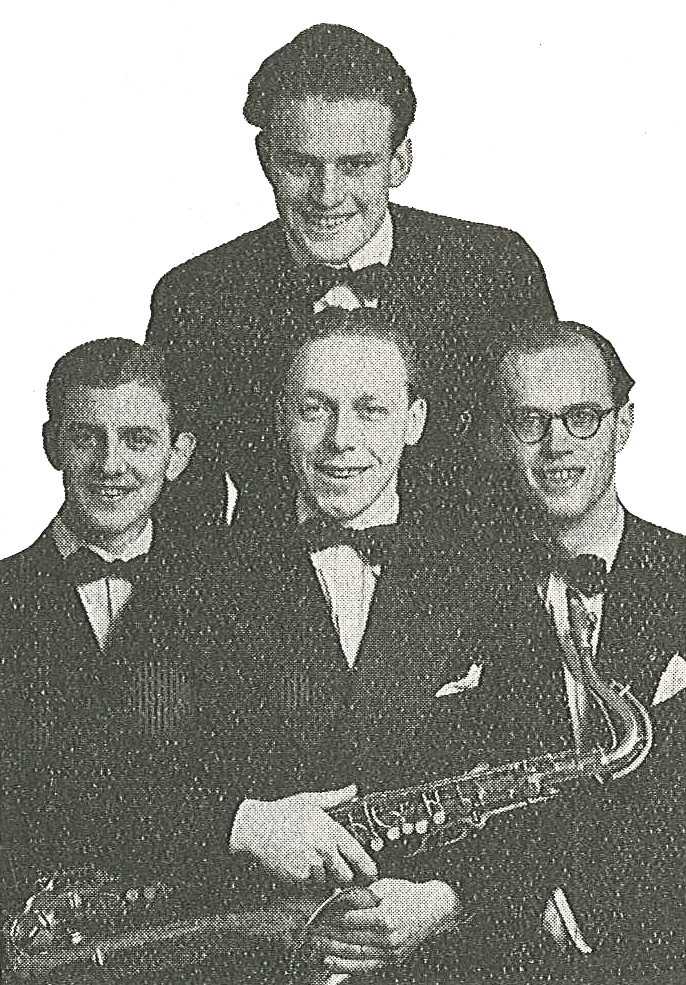
Bertil Frylmark (längst till vänster) som medlem av Carl-Henrik Norins kvartett 1943.

Bertil Sigvard Frylmark, född 15 juli 1920 i Bollnäs, död 2 februari 1988 i Skärholmen, var en svensk musiker (slagverkare). 
Frylmark tillhörde 1941 Royal Swingers, jazzkvintetten från Uppsala, som detta år vann Orkesterjournalens (OJ:s) och Nalens tävling för amatörorkestrar i småbandsklassen. I kvintetten ingick även den senare så uppmärksammade Åke Hasselgård. 
Som professionell spelade Bertil Frylmark med bland andra Carl-Henrik Norins kvartett samt med Arthur Österwalls och Thore Ehrlings orkestrar.

## Filmografi roller
- 1941 – Imperfektum – trumslagare i gruppen Royal Swingers
- 1947 – Sången om Stockholm – trumslagaren
- 1983 – Åke Hasselgård Story

## Diskografi i urval
- Tändsticksparaden, med Stig Holm, Arvid Sundin, Bertil Frylmark och Hasse Tellemar
- Vildkatten, med Stig Holm, Arvid Sundin, Bertil Frylmark och Hasse Tellemar